# Edmund Roßmann
Edmund „Paule“ Roßmann (* 11. Januar 1918 in Gera; † 4. April 2005 in Krefeld) war ein Fliegerass und zuletzt Leutnant der deutschen Luftwaffe im Zweiten Weltkrieg. Er erzielte in 640 Feindflügen 93 Luftsiege, darunter zahlreiche Luft-Boden-Angriffe. Er gilt auch als früher Mentor von Erich Hartmann, dem erfolgreichsten Jagdflieger in der Geschichte des Luftkrieges.

## Leben
Als Unteroffizier wurde Roßmann am 1. März 1940 zum 7./Jagdgeschwader 52 (JG 52) eingezogen und nahm sowohl am Frankreichfeldzug als auch an der Luftschlacht um England teil. Dabei errang er insgesamt sieben Luftsiege, bevor das JG 52 abgezogen und beim Unternehmen Barbarossa eingesetzt wurde. Am 6. November 1941 erhielt Roßmann den Ehrenpokal für besondere Leistung im Luftkrieg.
Ende 1941 hatte er bereits 32 Luftsiege zu verbuchen. Nach dem 250. Kampfeinsatz und seinem 48. Sieg wurde er am 19. März 1942 mit dem Ritterkreuz des Eisernen Kreuzes ausgezeichnet, nachdem er bereits vorher am 22. Januar 1942 das Deutsche Kreuz in Gold erhalten hatte. Von März bis Juni 1942 war er als Jagdfliegerausbilder bei der Ergänzungs-Jagdgruppe Ost eingesetzt und kehrte erst danach zu seiner Staffel zurück. Dennoch konnte er bis zum Jahresende seine Kampfstatistik fast verdoppeln, indem er am 29. November 1942 seinen 80. Luftsieg erreichte.
Am 9. Juli 1943 versuchte Roßmann einen hinter den russischen Linien bruchgelandeten Fliegerkameraden zu retten. Dabei wurde er von russischen Infanteristen aufgegriffen, sein Kamerad Leutnant Seyler erschossen und er verwundet. Aus der darauf folgenden Kriegsgefangenschaft wurde er im Oktober 1949 freigelassen.